# The Masterpieces
The Masterpieces – siódmy, kompilacyjny album zespołu muzycznego Gregorian z 2005 roku, z jego największymi przebojami.

## Lista utworów
1. "Losing My Religion"
2. "Brothers in Arms"
3. "Tears in Heaven"
4. "Moment of Peace"
5. "Hymn"
6. "Join Me"
7. "Sacrifice"
8. "The Gift"
9. "Bridge Over Troubled Water"
10. "The Raven"
11. "Hurt"
12. "With or Without You" (live)
13. "Stairway to Heaven" (live)